# Greg Avak
Аваков Григорий Юрьевич (псевдоним Greg Avak, род. 12 апреля 1985, Тбилиси, Грузинская ССР, СССР) — российский продюсер, композитор, автор песен, режиссёр. Автор музыки песни «Samoel - Малиновые сны - 2011», Автор песни «Танцуй» (2021) Сергея Лазарева

## Биография
Аваков Григорий родился 12 апреля 1985 года в Тбилиси. По его собственным словам, его первое знакомство с творчеством и увлечение музыкой произошло в 6 лет, когда услышал композиции Жарр, Жан-Мишель. Первые записи он сделал в 1999 году, используя компьютер подаренный отцом Аваковым Юрием Григорьевичем.
Грэг - автор музыки многих композиций, в частности «Малиновые сны» (Samoel), «Давай останемся друзьями» (Ксения Новикова и Эмиль Кадыров), «Миллион поцелуев» (Sevak).

## Продюсирование
Помимо собственной карьеры музыканта, Грэг занят в продюсировании авторских проектов. Первой работой в этой области стало, написанная песня для Samoel и A-sen, под названием «Малиновые сны», которая стала главным танцевальным хитом 2008 на ведущих радиостанциях и телекомпаниях СНГ. Грэг как саунд-продюсер был привлечен к работе над дебютным альбом армянского исполнителя Sevak (Севак Ханагян). Главной песней стала композиция Qami, записанная Грэгом, которая исполнялась Севаком Ханагяном от Армении на Евровидении 2018.
Также написал песню «Танцуй», которая вошла в альбома Сергея Лазарева. Грэг является основателем компании GAMUSIC.

## Карьера
С 2012 - 2019 Композитор телеканала «360» Музыкальную карьеру начал в 2006, как композитор-аранжировщик.  Большое признание получил в создании и продюсировании песни "Samoel - Малиновые сны" в 2008 году, как автор музыки и продюсер.  Дальнейшая работа продолжилась в качестве диджея- продюсера со своим живым лайв-перформансом в стилях: Deep House, Funk, Soul. Выступал в Российских клубах. Сотрудничал со многими артистами современной эстрады и певцами. В 2015 году выпустил свой альбом "The last chance". В 2016 году написан авторский трек и снял клип "You change my life" В ноябре 2017 года выпустил трек "Luxury Girl", который попал в сборник "Ibiza Closing Parties" В 2017 году начал работу над альбомом Севака Ханагяна и стал продюсером песни "Qami" для музыкального шоу "Евровидении 2018" в Лисабоне.